# 박지성
박지성(1981년 3월 30일~)은 대한민국의 은퇴한 프로 축구 선수로 현역 시절 포지션은 윙어, 미드필더이다. 현재 전북 현대 모터스의 클럽 고문으로 재직 중이다. 서울에서 태어난 그는 선수로 활동하는 동안 트로피 19개를 획득했다. UEFA 챔피언스리그에서 우승한 최초의 아시아 축구 선수이고 챔피언스리그 결승전에 출전한 2명의 아시아 축구 선수(박지성, 손흥민) 중 한 명이자 FIFA 클럽 월드컵에서 우승을 한 최초의 아시아인 선수이다. 그는 뛰어난 체력과 훈련, 프로 의식으로 유명했으며, 그의 지구력으로 인해 "폐 3개 가진 박(Three-Lungs Park)"이라는 별명을 얻었다.
어린 시절부터 축구를 시작한 그는 명지대학교 축구부에서 활동했으며, 2000년에 일본으로 건너가 교토 퍼플 상가에서 활동하며 프로 선수 경력을 시작했다. 그 후 2003년에 대한민국 국가대표팀 감독을 맡았던 거스 히딩크가 네덜란드로 돌아와 감독을 맡은 팀인 네덜란드의 PSV 에인트호번에 입단하여 유럽 리그로 진출을 했다. PSV가 2004-05년 UEFA 챔피언스리그 준결승에 진출한 후 맨체스터 유나이티드 FC의 감독 알렉스 퍼거슨에게 인정을 받아 2005년 7월에 맨체스터 유나이티드와 계약을 맺었다. 그는 프리미어리그에서 4번 우승했으며, 2007-08년 UEFA 챔피언스리그, 2008년 FIFA 클럽 월드컵에서 우승하는 데에 기여하였다. 이후 주전 출전 횟수가 감소하자 2012년 7월 퀸스 파크 레인저스 FC로 이적했다. 그러나 이적 시즌에 자신의 부상과 소속팀의 강등으로 인해 2013-14 시즌에 임대 형식으로 PSV 에인트호번에 합류했다. 이후 2014년에 PSV에서의 활동을 마지막으로 현역에서 은퇴했다.
대한민국 국가대표팀의 일원으로도 활동하여 A매치 100경기에 출전하여 13골을 넣었다. 그는 2002년 FIFA 월드컵에서 4위를 한 대한민국팀의 일원이었으며, 2006년 FIFA 월드컵과 2010년 FIFA 월드컵에서도 대한민국 국가대표로 참가하였다. 그는 월드컵에서 맨 오브더 매치(팬투표)에 3회 선정되었으며, 손흥민, 안정환과 함께 3골(14경기)로 한국 선수 월드컵 최다 득점자이다. 현재는 국제축구평의회 자문위원, 전북 현대 모터스 고문으로 활동하고 있다.

## 어린 시절
박지성은 서울특별시 신림동에 정착한 박성종과 장명자 사이의 자식으로 태어났다. 박성종은 정육점을 운영하는 도축상이었고 장명자는 반찬가게를 하는 전형적인 흙수저 서민이었다. 이후 아버지 박성종의 사정으로 아버지의 고향인 전라남도 고흥군 점암면 신안리 775번지에서 성장했으며, 점암면의 신안초등학교(현 점암초등학교)를 다니다가 2학년 때 수원으로 이사를 갔다. 산남초등학교 3학년 때 해당 학교의 축구부에 들어갔으나, 축구부가  해체되어 세류초등학교로 전학을 갔고 4학년이 되어서야 본격적으로 축구를 시작하게 되었다. 6학년 때는 전국 대회에서 세류초등학교가 준우승을 차지해 차범근 축구상 장려상을 수상했다. 안용중학교, 수원공업고등학교를 거친 그는 명지대학교 김희태 감독에 눈에 띄어 명지대학교에 진학하게 되었다. 어려서부터 키가 작고 왜소해 수원공고 1학년 시절에는 기본 훈련만 시켰을 정도였다. 아버지가 몸에 좋다는 보약을 마시게 한 후 박지성은 7cm나 컸다고 한다. 박지성은 1년동안 혼자 축구를 했다.

## 구단 경력
초등학교 4학년 때 축구를 시작했으나 한국 축구에서는 완전히 무명 선수에서 박 자신도 "고교 시절은 K리그의 드래프트에 뽑히지 않았습니다"고 회상하고 있다. 드래프트에 뽑히지 않은 이유로 당시의 지도자는 몸의 작음을 꼽았다. 그러나 1999년 1월 명지대학교 김희태 감독의 눈에 띄어 특기생으로 입학할 예정이던 명지대의 축구부의 합숙에 조기 합류하면서 그때 열린 한국 올림픽 대표팀과의 연습 경기에서 두드러진 활약을 보였다. 이후 U-23한국 대표에 뽑히게 된다. 2000년 4월 5일은 AFC아시안 컵 예선 라오스전에서 A대표 데뷔도 했다.
또한 히딩크호 엔트리 23명 중 차두리와 더불어 K리그 경력이 없는 2명뿐인 선수였다. 이후 차두리는 K리그에 입성하나 박지성은 은퇴 시까지 K리그에 소속되지 않아 히딩크호 유일의 비K리거로 남아 있다.

#### 교토 퍼플 상가
대학 재학 중인 2000년 6월 그 재능을 조기에 프로에서 개화시켜야 한다고 생각한 김희태 감독은 구면의 사이인 당시 교토 퍼플 상가 키무라 분지 총감독으로 상담한 결과 교토의 가입이 실현하고, 일본에서 프로 데뷔하게 된다. 이 때, 명지대에는 축구부 발전 기금 명목으로 1억원이 교토에서 지출됐다.
1시즌째부터 중반의 대기로서 출전 기회가 있었는데, 교토가 J2리그로 강등한 2시즌째부터 그 활약은 현저하게 된다. 주로 미드필더 포지션에서 38경기에 출전해 3득점을 올리며 두각을 나타냈고, 교토의 J1리그 승격에 공헌했다. 특히 이 당시 한국 대표팀 소집되더라도 최대한 팀에 남는 등 헌신적인 모습을 보였고, 동시에 한국 A대표팀에서도 점차 주전으로서의 지위를 확립했다. 재적 중에는 오사카 경제 법학 대학에 재학하며, 일본어를 유창하게 말할 수 있게 될 때까지 배우는 등 일본에 녹아들기 위해 노력했다. J1리그 승격 후에는 윙어로 옮겨 마츠이 다이스케, 쿠로베 테루 아키와 3톱을 형성했다. 2003년 1월 1일은 일본의 FA컵 대회격인 천황배 전일본 축구 선수권 대회 결승에서 가시마 앤틀러스를 맞아 0-1로 뒤지던 후반 7분 프리킥을 받아 헤딩으로 동점골을 성공시키면서 팀의 2-1 역전승을 도우면서, 교토 상가가 처음으로 우승컵을 안는데 크게 기여했다. 이때, 박지성과 교토 퍼플상가의 계약은 2002년 12월 31일자로 종료되었으나 팀의 컵 대회 우승을 위해 계약 기간이 만료되었음에도 불구하고 경기에 출전해 팀을 우승으로 이끌어 찬사를 받은 바 있다. 교토 퍼플 상가는 박지성을 잔류시키기 위해 최선을 다했으나, 그는 유럽 무대에 도전하기로 결정했다.

### PSV 에인트호번

#### PSV 에인트호번 이적
2002년 FIFA 월드컵에서 대한민국의 4강 진출에 크게 기여한 박지성은 거스 히딩크 감독의 부름을 받고 2002년 12월 계약기간 3년 6개월에 연봉 100만 달러라는 조건으로 에레디비지에의 PSV 에인트호번으로 이적하였고2003년 1월 12일 입단식을 가졌다.

#### 2002-03 시즌
2003년, 이적 초기에는 월드컵 이후 소속팀에서 무리한 출전으로 인한 부상으로 제 기량을 발휘하지 못했고, 이로 인해 들쭉날쭉한 플레이를 펼쳤다. 그로 인해 홈팬들의 야유를 받기도 했다.

#### 2003-04 시즌
이 때문에 팀 동료인 마르크 판 보멀이 박지성의 서툰 네덜란드어 능력과 부진한 활약에 비판을 표할 정도였고, 심지어는 홈팬들로부터 야유를 받을 정도에 이르렀으며 (당시 PSV의 사령탑이던 거스 히딩크 감독도 이러한 사정을 감안해 그를 주로 원정 경기에만 투입하도록 배려하였다.) 이에 따라 플레이가 위축되는 극심한 슬럼프를 겪었다. 그러나 이후 차차 페이스를 끌어올리면서 점점 발군의 기량을 보이기 시작했고 이후 팀내 주요 선수로 발돋움했다.

#### 2004-05 시즌
특히 아르연 로번이 프리미어리그 첼시로 떠난 에레디비시 04-05시즌, 리그 3위를 기록할 것이라는 네덜란드 언론의 예상을 뒤집고 PSV 에인트호번이 에레디비지에를 제패하는 데 큰 공헌을 하였다. 또한 UEFA 챔피언스리그 4강에 입성함에 있어서 공격진의 핵심선수로서 활약하였다.
이렇게 되자 마르크 판 보멀은 지난 시즌 불만을 표시했던 자신의 행동에 대해서 공개적으로 사과하는 인터뷰를 하였으며, UEFA 챔피언스리그 2004-05 16강 AS 모나코전과 8강 올랭피크 리옹전 당시 해설가들은 박지성의 활동반경과 위협적인 움직임에 대해서 내내 찬사를 보냈다. UEFA 챔피언스리그 4강 AC 밀란과의 원정 1차전 0-2 패배 이후, 홈에서 열린 2차전에서 박지성은 AC 밀란과의 2차전 경기 초반 디다의 640분 무실점 기록을 종결짓는 선제골을 기록하며 UEFA 챔피언스리그 본선에서 최초로 골을 터뜨린 한국인되었다. 이 경기에서 PSV 에인트호번은 박지성의 선제골과 필립 코퀴의 2골을 포함 3-1로 승리하여, AC 밀란과 승점과 골득실 부문에서 모두 동률을 이루었으나, 원정 다득점 원칙에 따라 결승에는 오르지 못하였다. 그러나 경기 내내 종횡무진 활약을 보였던 박지성은 외신들의 찬사를 받았고, 당시 박지성을 상대했던 선수인 젠나로 가투소는 박지성을 마크했던 일이 괴로운 기억이었음을 추억한 내용의 에세이를 일본의 축구잡지에 송고했으며, 시즌 종료 이후 박지성의 거취가 화두에 오르자 주장이었던 필립 코퀴는 박지성의 필요성을 역설하는 내용의 칼럼을 기제하였다.
무엇보다 가장 극적이었던 것은 그렇게 박지성을 괴롭혔던 PSV 에인트호번 팬들의 야유가 열광적인 '위숭 빠르크' 송으로 바뀌었다는 것이다. 그렇게 환상적인 시즌을 보낸 박지성에게 들려온 소식은 프리미어리그의 맨체스터 유나이티드 FC로부터의 관심이었다.

### 맨체스터 유나이티드

#### 맨체스터 유나이티드 이적
맨체스터 유나이티드는 UEFA 챔피언스리그 2004-05 16강전에서 AC 밀란에 2연패를 당하며 탈락했다. 두 경기 모두 0-1 패배로, 밀란의 두터운 수비벽을 뚫지 못한 것이 가장 큰 패인이었다. 그런데 이 대회에서 PSV 에인트호번 소속이었던 박지성은 AC 밀란과의 4강 2차전 홈경기에서 불과 전반 9분만에 순간적인 돌파를 통해 선제골을 기록하였고, 이것을 주목한 맨체스터 유나이티드의 알렉스 퍼거슨 감독이 박지성 영입을 결심하게 되는 결정적인 요인이 되었다.

#### 2005-06 시즌
박지성은 2005년 6월 22일 계약을 하고서, 2005년 7월 14일 입단식을 갖고 등번호 13번을 배정받고 맨체스터 유나이티드 FC에 공식 입단하였다. 2005년 7월 23일 홍콩에서 열린 홍콩 프로 선발팀과의 친선 경기로 맨체스터 유나이티드 입단 이후 첫 경기를 가졌고, 7월 26일 중국에서 열린 베이징 궈안과의 친선 경기에서 데뷔골을 넣었다. 잉글랜드 무대에서는 2005년 8월 13일 에버턴 FC와의 프리미어리그 원정 경기에서 데뷔하였고, 12월 21일 버밍엄 시티 FC와의 풋볼 리그 컵 원정 경기에서 잉글랜드에서의 첫 골을 넣었다. 그리고 2006년 아스널전에서 프리미어리그 데뷔골을 뒤늦게 신고하였다.

#### 2006-07 시즌
박지성은 주로 오른쪽 윙어인 크리스티아누 호날두, 왼쪽 윙어인 라이언 긱스와 번갈아가며 출전하였으며, 2006년 9월 10일 토트넘전에서 얻은 부상으로 수술후 회복에 성공해 12월 18일 웨스트 햄 유나이티드 FC와의 원정경기에서 복귀했다. 수술 후, 박지성은 우려와 달리 예전보다 더 나은 모습을 보여줬다. 애스턴 빌라와의 경기에서 1골 1어시스트, 찰튼전에서 1골, 볼튼전에서 2골 (첫 멀티골) 2007년 3월 31일 블랙번전에서 1골 1도움을 넣는 활약을 펼친 후, 무릎 부상을 입어 선수 생명의 연장을 위해 2007년 4월 28일 미국 콜로라도에서 리차드 스테드먼 박사의 지도 하에 수술을 받았고, 재활을 모두 끝마쳐 맨체스터 유나이티드 FC 공식 한글 홈페이지와의 인터뷰에서 "복귀전에서 골에 초점을 맞추겠다"고 말했다.
팀이 2006-07 시즌에 우승함에 따라 아시아 선수 최초로 프리미어리그 우승 메달을 받았다. (최초의 프리미어리그 우승 경험자는 2001-02 시즌 일본의 이나모토 준이치이다. 당시 이나모토는 아스널 FC 소속이었지만, 단 한 경기의 리그경기 출전도 못해 메달을 받지 못했다. 둥팡줘도 같은 이유로 메달을 받지 못했다.)

#### 2007-08 시즌
2008년 3월 1일, 박지성은 긴 재활 기간에서 돌아와 풀럼 FC와의 원정 경기에서 폴 스콜스의 크로스를 헤딩으로 연결하며 2007-08 시즌 첫 득점을 기록했다. 하지만 부상 복귀 이후 3월 한달 간 꾸준한 선발 기회를 잡지 못했던 박지성은 국내에서의 출장 기회에 관한 논란 에도 불구하고 2008년 4월 2일 UEFA 챔피언스리그 8강 1차전 AS 로마와의 원정경기에 선발출장하여 후반 웨스 브라운의 크로스를 헤딩으로 연결하며 웨인 루니의 골을 어시스트 했다. 또한 며칠 후인 4월 6일, 그는 미들즈브러 FC와의 원정 경기에서 카를로스 테베스와 교체되어 들어가 웨인 루니에게 결정적인 동점골 어시스트를 함으로써 팀을 패배의 위기에서 구출하였다. 2008년 4월 9일, 올드 트래퍼드에서 열린 UEFA 챔피언스리그 8강 2차전에서 다시 선발 출장한 박지성은, 엄청난 활동량을 보이며 공격은 물론 수비에서도 핵심적인 역할을 하였다. 이로써 1-0 (총합 3-0)으로 승리한 유나이티드는 4강에 진출하였고, 박지성은 아시아 선수로서는 최초로 세 시즌 동안 UEFA 챔피언스리그 4강에 진출한 기록을 이루어냈다. (2004-05 PSV 에인트호번, 2006-07·2007-08 맨체스터 유나이티드 FC).
4월 23일과 4월 29일, FC 바르셀로나와의 준결승전에서 두 경기 모두 선발 출장하였고, 맨체스터 유나이티드 FC는 합계 1-0으로 승리하여 결승전에 진출하였으나, 정작 박지성은 5월 21일 첼시와의 맞대결로 결정된 결승전에서 갑작스런 명단 제외로 출전하지 못하였다. 그 경기에서는 박지성을 대신하여 오언 하그리브스가 출전하였고, 경기는 1-1 무승부를 기록하였다. 결국 승부차기까지 가는 접전 끝에 맨유가 첼시를 6-5로 누르고 우승을 차지하였다.

#### 2008-09 시즌

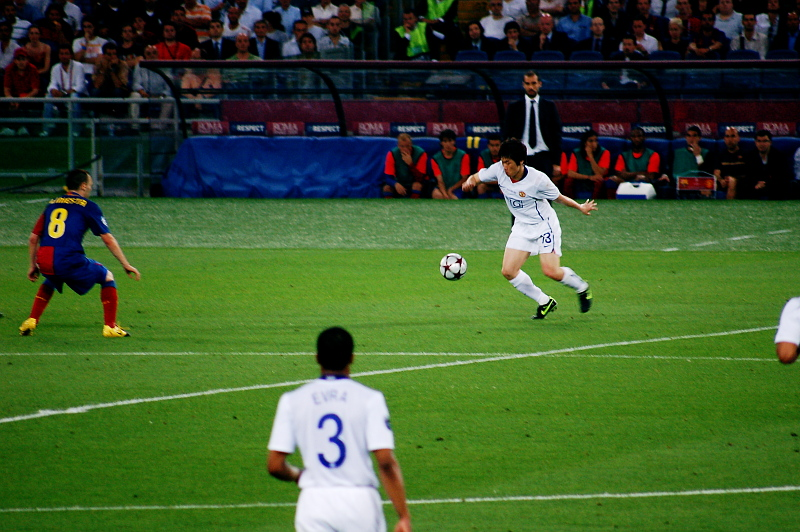
UEFA 챔피언스리그 2008-09 결승전 FC 바르셀로나와의 경기에서의 박지성

2008-09 시즌 초반에는 나오지 못하다가 2008년 9월 21일 첼시 FC과의 원정 경기에 시즌 첫 출장했고, 이 경기에서 시즌 첫 골이자 팀의 선제골을 기록하였다. 2009년 3월 7일 풀럼과의 FA컵 원정 경기에서 후반 36분 팀의 네 번째 골을 성공시키며 긴 골 침묵을 깼다. 5월 2일에는 미들즈브러 FC와의 프리미어리그 34라운드 원정 경기에서 후반 6분 팀의 두 번째 골을, 5월 5일에는 아스널과의 UEFA 챔피언스리그 2008-09 준결승 2차전 원정 경기에서 전반 8분만에 선제골을 성공시키며 두 경기 연속 골을 터뜨렸다. 이 경기에서 그는 후반 16분 크리스티아누 호날두가 성공시킨 팀의 세 번째 골에도 관여하고 공수 양면에서 활약을 하여 맨체스터 유나이티드의 3-1승리(통합스코어 5-2승)에 기여하였다. 2009년 5월 16일 올드 트래퍼드에서 벌어진 아스널과의 리그 37라운드에서 후반에 교체 출장하여 골 네트에 공을 꽂아넣었으나 오프사이드로 처리되었다. 이 경기에서 맨체스터 유나이티드는 아스널과 0-0 무승부를 거두었다.
2009년 5월 27일, FC 바르셀로나와의 UEFA 챔피언스리그 2008-09 결승전에 선발 출전하여 66분간 활약함으로써, 이 대회 결승전에 출전한 최초의 아시아 선수가 되었다. 그러나 팀은 이 경기에서 바르셀로나에 0-2로 완패하여 준우승에 그쳤다.

#### 2009-10 시즌

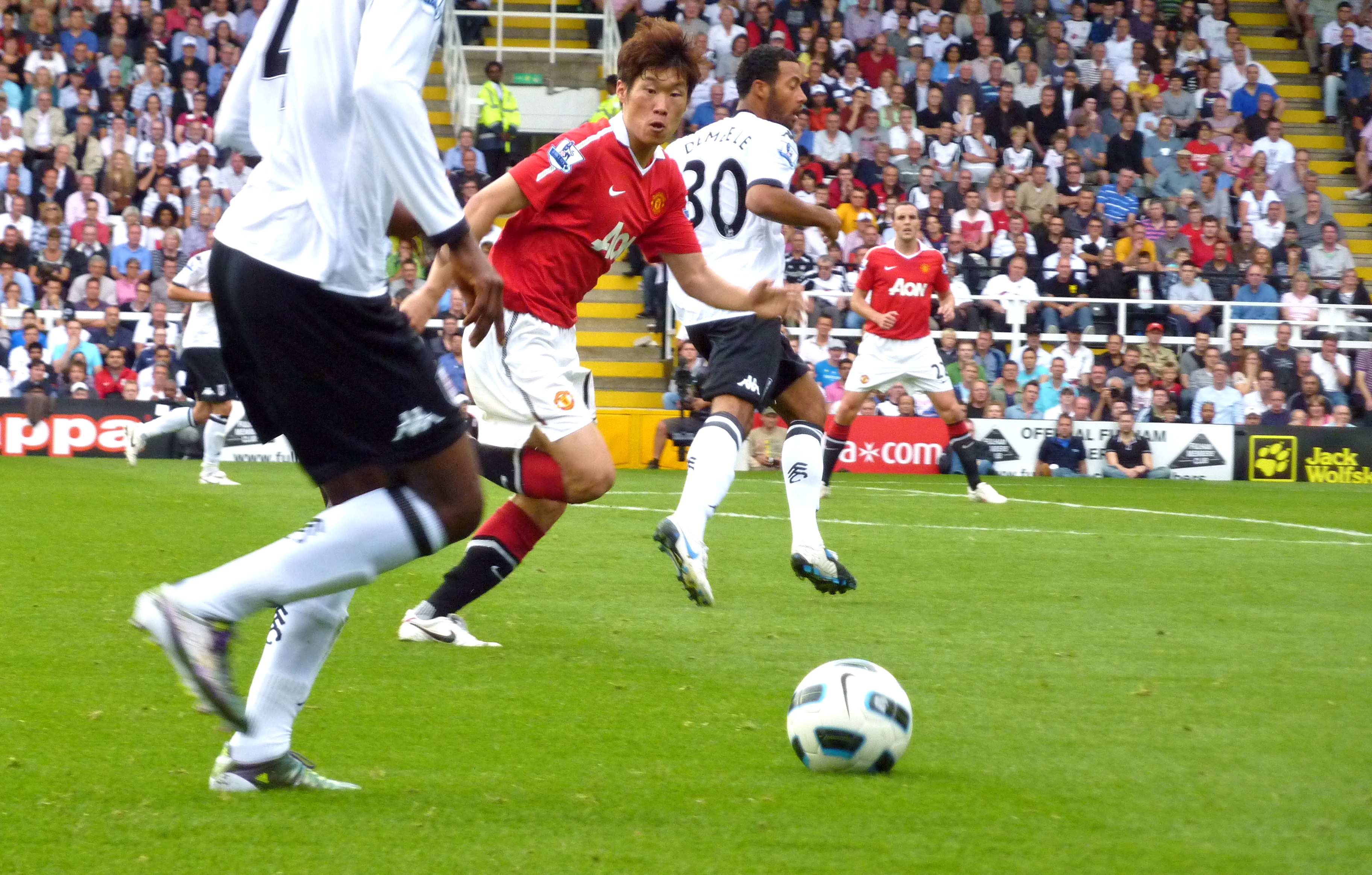
2010년 8월 22일 풀럼전에서의 박지성

2009-10 시즌에는 무릎 부상으로 초반 많은 경기를 뛰지 못하였고 복귀전은 베식타스와의 챔피언스리그 5차전에서 치렀다. 시즌 첫 골은 에미레이트 스타디움에서 열린 아스널과의 라이벌전에서 터졌다. 또한 아스톤 빌라와의 리그컵 결승에 선발로 출전하여 디미터르 베르바토프와의 합동 플레이로 여러번 팀의 공격을 주도하고 골대를 때리는 슛을 날리는 등 맹활약 하여 팀의 2-1 승리에 기여하였다.
AC 밀란과의 챔피언스리그 16강 2차전 경기에서는 시즌 2번째 골이자 자신의 챔피언스리그 통산 3호골을 터트렸고 팀은 4-0 승리를 거두며 8강에 진출했다. 박지성은 이날 경기에서 상대 핵심선수인 안드레아 피를로를 완벽봉쇄하며 좋은 평가를 받았다. 3일 후에 열린 풀럼 FC와의 리그 경기에서는 후반 교체 투입되어 디미터르 베르바토프의 골을 어시스트했다. 그 다음주에 열린 리버풀 FC와의 라이벌전에서는 후반전에 대런 플레처의 크로스를 받아 헤딩 골을 성공시키며 리버풀을 무너뜨렸고 시즌 3호골을 기록하였다. 이후 리그 최종전인 스토크 시티 FC와의 경기에서 시즌 4번째 골이자 팀의 마지막 득점을 올렸다. 그러나 팀은 첼시에 밀려 리그 우승에 실패했다.

#### 2010-11 시즌
2010-11 시즌에서는 9월 22일 스컨도프 유나이티드와의 칼링컵 3라운드에서 시즌 1호골을 기록하였고, 10월 26일에는 울버햄튼 원더러스과의 다음 라운드에서 시즌 2호골을 기록하였으며, 11월 6일 리그 11라운드 울버햄튼 원더러스와의 홈 경기에서는 선제골과 종료 직전 결승골을 박지성 자신이 모두 기록하였다. 11월 28일에 열린 블랙번 로버스전에서는 두 번째 골을 넣어 자신의 시즌 5호골을 기록하였다. 또한 12월 14일 아스널 FC과의 홈경기에서 헤딩 결승골을 기록, 자신의 한 시즌 최다골을 기록하였다.
챔피언스리그 8강전, 첼시와의 2차전에서 결승골(통산 4호골)을 넣어 2-1 승리를 이끔으로써 팀의 4강 진출에 기여했다. 그리고 2010-11 시즌 리그 36라운드 첼시와의 홈 경기에서 전반 35초 경 다비드 루이스를 제치는 패스를 하비에르 에르난데스에게 연결해 줌으로써 선제골을 어시스트 하였다. 박지성의 활약이 결정적인 역할을 하면서 맨체스터 유나이티드는 19번째 우승을 확정하였다.
그리고 2010-11 시즌 마지막 리그 경기인 38라운드 블랙풀과의 경기에서는 디미터르 베르바토프의 패스를 받아 시즌 8호골을 넣었고, 안데르송에게 패스를 연결하여 시즌 6호 어시스트를 성공하며 팀의 4-2 승리를 이끌었다.
2010-11 UEFA 챔피언스리그 결승전에 선발 출장하여 93분 풀타임을 소화했지만, 팀은 바르셀로나에 3-1로 패하며 준우승에 머물렀다.

#### 2011-12 시즌
2011년 8월 12일, 맨체스터 유나이티드는 공식 홈페이지를 통해 박지성과의 계약을 2013년 6월까지 연장했다고 밝혔다. 재계약을 체결하면서 박지성은 한화로 81억 4,300만원 상당의 연봉을 받게 되었으며, 이는 웨인 루니, 리오 퍼디낸드에 이어 팀 내 세 번째로 많은 것이다.
2011-12 시즌 프리미어리그 4라운드 아스널과의 경기에서 애슐리 영의 패스를 받아 시즌 1호골을 기록했다. 팀은 8-2 대승을 거두었다. 노리치 시티와의 7라운드 경기에서 후반 43분 대니 웰벡의 골을 어시스트하며 리그 1호 도움을 기록했다.
2011년 12월 27일 위건과의 18라운드 경기에서 선발 출장을 하여 전반 8분 파트리스 에브라의 패스를 받고 시즌 2호골을 기록하였으며 페널티킥도 얻어내어 리그 2호 도움을 기록하였다. 리버풀과의 FA컵 32강전에서 시즌 3호골을 기록하였지만, 팀은 1-2로 패배하였다.
2012년 2월 6일, 첼시와의 리그 23라운드 경기에서 후반 40분경 대니 웰벡과 교체 투입되어 맨체스터 유나이티드에서 통산 200경기 출전을 하였는데, 이는 맨체스터 유나이티드 역사상 92번째 기록이며, 아시아인으로는 최초의 기록이다. 2012년 2월 24일, AFC 아약스와의 UEFA 유로파리그 32강전에서는 맨유 입단 후 최초로 선발주장 완장을 차고 경기에 나섰다. 7시즌 동안 총 205경기 출전해 통산 27골을 기록하였다.

### 퀸즈 파크 레인저스

#### 퀸즈 파크 레인저스 이적
2012년 7월 9일, 박지성은 이적료 500만 영국 파운드 (약 88억원)로 2년 계약을 하며, 퀸즈 파크 레인저스로 이적하였다. QPR은 공식 트위터를 통해 박지성의 번호는 아델 타랍이 사용하던 등번호 7번으로 결정됐다고 발표했다. 원래 박지성은 QPR의 비어있는 5, 8, 14번 중 8번을 선택했으나 토니 페르난데스 구단주의 결정 하에 7번을 달게 됐다. 7번은 박지성이 선호하는 백넘버이며, 팀내 에이스의 상징이기도 하다.

#### 2012-13 시즌
박지성은 2012-13 시즌 팀의 새 주장으로 임명되었다. QPR은 프리미어리그 시즌 개막전에서 선수들 간 팀웍에 많은 문제점을 드러내며 원정팀인 스완지 시티에게 0-5로 완패를 당하고 말았다. 2R에서는 노리치 시티와의 경기에서 1-1 무승부를 거두었다. 2012년 9월 26일 캐피털 원 컵 3라운드 레딩과 경기에서 첫 어시스트를 기록했으나 팀은 2-3으로 패배했다. 박지성은 2012년 10월 22일 리그 8라운드 에버튼 FC 전에서 무릎 부상을 당하여 한동안 경기를 뛰지 못했고, 그 사이에도 소속팀 QPR은 계속해서 부진한 경기력으로 시즌 개막 3개월이 지나도록 단 1승도 거두지 못하며 리그 최하위를 벗어나지 못했다. 이에 따라 구단 측에서는 성적 부진을 이유로 마크 휴즈 감독을 경질하고, 새 사령탑으로 해리 레드냅 감독과 계약을 체결하였다.
감독 교체 후 박지성은 11월 27일 선덜랜드 AFC, 12월 1일 아스톤 빌라 FC와의 경기에서 교체 선수로 잠시 출전하였으나, 부상이 재발하여 2012년의 잔여 경기엔 모두 결장하였다. 또한 그가 장기간 경기에 출전하지 못한 동안 팀의 주장직은 수비수 라이언 넬슨이 대신 수행하다가, 넬슨이 시즌 중반 미국 MLS 토론토 FC의 감독으로 부임하며 팀을 떠나자, 박지성 대신에 베테랑 수비수인 클린트 힐이 새롭게 주장으로 선임되었다. 이로써 박지성은 공식적으로 주장 완장을 반납하였다.
2013년 1월 3일 첼시 FC와의 리그 경기에서 후반 추가시간에 교체 투입되어 부상 회복을 알렸고, 1월 6일 웨스트 브로미치 앨비언과의 FA컵 경기에서 선발 출전하여 풀타임을 소화하며 복귀했다. 그리고 1월 27일 MK 돈스와의 FA컵 32강 경기에서 박지성은 오랜만에 주장 완장을 차고 선발 출전하였으나, QPR은 3부 리그 소속인 MK 돈스에 연달아 4골을 내주며 2-4로 참패하였다.
2013년 2월 24일에 QPR의 홈구장 로프터스 로드에서 전 소속팀 맨체스터 유나이티드와의 리그 경기가 있었는데, 경기 시작 전에 알렉스 퍼거슨 감독이 QPR의 벤치로 다가가 박지성에게 먼저 악수를 청하는 모습이 보이면서 큰 관심을 불러일으켰다. 이 경기에서 박지성은 교체 명단에 포함되었으나 출전하지 못했고, QPR은 맨유에 0-2로 완패했다. 또한 원정으로 응원 온 맨유 서포터들은 박지성의 응원가를 부르며 박지성을 위로하였다.
3월 2일 사우샘프턴 FC와의 원정 경기에서 모처럼 측면 미드필더로 선발 출전한 박지성은, 1-1 동점 상황이던 후반 32분 상대 수비수 요시다 마야를 제치고 결정적인 어시스트로 제이 보스로이드의 결승골을 만들어내었고, 이어진 선덜랜드 AFC와의 홈 경기에서는 다시 중앙 미드필더로 풀타임 출장하여 3-1 승리에 일조하였다. 또한 박지성은 이 경기를 통해 프리미어리그 통산 150경기 출장이라는 기록을 수립하였으며, QPR은 시즌 첫 연승 행진을 달렸다. 그러나 QPR은 3월 17일 아스톤 빌라 FC와의 경기에서 다시 2-3으로 패배한 것을 시작으로, 하위권 팀들과의 중요한 경기들에서 2무 3패를 기록하는 등 부진을 면치 못했고, 결국 팀은 리그 종료까지 3경기를 앞둔 시점에서 스토크 시티 FC에 2-0으로 패하며 챔피언십리그로의 강등이 확정되었다.

### PSV 에인트호번

#### PSV 에인트호번 임대
2013년 8월 6일 PSV 에인트호번과의 계약 절차를 마무리하고 8년 만의 네덜란드 복귀를 확정했다. 계약 조건은 1년 임대 이적으로 연봉 및 지급 방법 등의 세부 사항은 양 구단의 합의에 따라 공개하지 않기로 했다. 이로써 2004-05 시즌을 끝으로 PSV 에인트호번을 떠나 맨체스터 유나이티드 FC로 건너간 지 8년 만에 네덜란드 무대로 복귀했다. PSV 에인트호번에서 함께하였고, 신임 감독으로 부임한 필립 코퀴와 다시 만나게 되었다. 백넘버는 33번으로 정했다. 박지성은 PSV 에인트호번에서 23경기를 출전하여 2골을 넣었고, 팀이 유로파리그 출전 티켓을 획득하는 데 일조한 뒤 현역 은퇴를 선언하였다.

## 국가대표팀 경력
박지성은 2000년 4월 5일, 2000년 AFC 아시안컵 예선에서 라오스와의 경기로 A매치 데뷔전을 치렀다. 2002년 FIFA 월드컵과 2006년 FIFA 월드컵, 2010년 FIFA 월드컵에 국가대표로 출전하였다. 특히, 2002년 FIFA 월드컵 때는 주전 미드필더로 맹활약하여 대한민국의 월드컵 4강 진출에 큰 공헌을 하였다.
2002년 FIFA 월드컵 직전 잉글랜드와 프랑스와의 친선 경기, 2002년 FIFA 월드컵 예선 3차전 포르투갈전, 2006년 FIFA 월드컵 예선 2차전 프랑스전에서 골을 넣으며, 강팀에 강한 면모를 보였다. 특히 2002년 6월 14일, 인천에서 열린 포르투갈과의 2002년 FIFA 월드컵 예선 3차전에서 예술적인 골을 성공시켜 팀의 1-0 승리를 이끌었고, 이 경기의 맨 오브 더 매치 (Man of the match)에 선정되었다. 그리고 이 골은 한국 축구팬들이 뽑은 '2002년 최고의 골'로 선정되기도 했다. 스페인과의 8강전 승부차기에서는 2번째 키커로 나와 골을 성공시켰다.
2004년 하계 올림픽 당시 박지성의 올림픽 차출을 놓고 대한축구협회와 PSV 에인트호번 사이에 갈등이 있었다. 결국 박지성은 올림픽에 참가하지 않는 대신 2004년 AFC 아시안컵에 차출되었다.
2006년 FIFA 월드컵에 참가, 프랑스와의 2차전에서 동점 골을 성공시키며 월드컵 통산 2번째 골을 기록했다. 또한 프랑스를 상대로 2번째 A매치 골을 넣으며, 프랑스 킬러로 자리매김했다.
2008년 10월, 김남일이 경고 누적으로 명단에서 제외되자 대표팀의 주장 자리를 이어받았고, 이후 국가대표 은퇴 직전까지 주장을 맡았다. 2010년 남아공 월드컵 아시아 예선에서 5골로 대한민국 팀의 최다 득점자가 되었으며, 한국이 4승 4무라는 무패의 성적으로 본선 직행하는데 기여하였다. 2010년 5월 24일, 사이타마에서 펼쳐진 일본과의 평가전에서 전반 6분 득점을 했다.
2010년 FIFA 월드컵에서 박지성은 1차전 상대인 그리스를 상대로 후반 7분 단독 드리블에 의한 두 번째 골을 넣었고, 이 경기의 맨 오브 더 매치(Man of the match)에 선정되었다. 이로써 2002년 월드컵, 2006년 월드컵에 이은 월드컵 3개 대회 연속골로, 아시아인 최초 본선 3회 연속 골이라는 기록을 달성했으며 안정환이 갖고 있던 아시아인 본선 최다 골(3골)과도 타이를 이루었다.
그리고 나이지리아와의 조별리그 최종전에서 2대 2 무승부를 거두고 대표팀의 사상 첫 원정 16강을 이끌었다. 이 첫 활약상으로, 박지성은 이 경기의 맨 오브 더 매치 (Man of the match)에 선정되었다.
박지성은 2011년 AFC 아시안컵이 시작되기 전에 2011년 AFC 아시안컵이 끝나면 대표팀에서 은퇴하겠다고 하였다. 2011년 AFC 아시안컵 대회 4강 일본전에서 박지성은 자신의 A매치 100번째 출장 기록을 달성, 대한민국 선수 중 역대 8번째로 센추리 클럽에 가입한 선수가 되었는데, 이 경기가 박지성의 마지막 A매치 경기가 되었다. 박지성은 우즈베키스탄과의 2011년 AFC 아시안컵 3, 4위전에는 뛰지 않았고, 2011년 AFC 아시안컵이 끝난 이후 그의 말대로 이영표와 함께 대표팀에서 은퇴를 선언했다. 또한 2011년 AFC 아시안컵은 박지성과 손흥민이 국가대표팀에서 처음이자 마지막으로 함께한 대회로 기록됐다.
아시안컵을 마감한 후 2011년 1월 31일 오전 11시에 열린 기자회견에서 공식 은퇴 선언을 하며 11년간 뛰었던 국가대표에서 은퇴하였다.

## 은퇴 이후
선수 은퇴 이후 얼마 지나지 않아 열린 2014년 K리그 올스타전 경기에서 자신의 지인들을 모아 팀 박지성을 꾸리며 팀 K리그와 대결을 펼쳤다. 박지성은 선수 은퇴 이후 지도자가 아닌 행정가의 길을 걷겠다고 이야기했다.
2014년, 이전 소속팀이었던 맨체스터 유나이티드의 앰버서더로 부임했다. 이로서 박지성은 비유럽권 인물로는 처음으로 맨유의 앰버서더가 되었다.
2017년 11월, 대한축구협회의 유스전략본부 본부장으로 취임했다. 하지만 부임 1년만인 2018년에 사임했다.
2018년 FIFA 월드컵을 앞두고 SBS의 해설진으로 합류하였고, 2022년 카타르 월드컵에서도 해설진을 맡았다.
2021시즌을 앞두고 전북 현대 모터스의 클럽 어드바이저로 부임했다.
2022 시즌 중 전북과 계약 연장을 통해 어드바이저에서 테크니컬 디렉터로 직책을 변경하였고, 어드바이저 시절과 마찬가지로 비상근직으로 테크니컬 디렉터를 소화하게 되었다.
2024 시즌 중 테크니컬 디렉터 직을 마이클 김에게 넘기고, 전북의 고문으로 전환하였다.

## 경기 스타일
포지션은 멀티플레이어이면서 박스 투 박스, 하드워커 유형의 선수이다. 그중에 가장 많이 출전한 포지션은 윙어로,  공격과 수비를 오가는 넓은 행동 반경과 많은 활동량 그리고 이를 뒷받침하는 스태미너가 가장 큰 특징이며 양발을 자유자재로 사용하므로 양쪽 측면에서 모두 뛸 수 있는 강점을 가지고 있다. 또한 공을 다투는 경합 상황에서 집중력과 근성이 돋보인다. 특히 공간을 잘 활용하는 능력과 영리한 움직임으로 정평이 나 있어서 알렉스 퍼거슨 감독도 이 점을 수 차례 칭찬한 바 있다.
그리고 맨체스터 유나이티드 시절 윙어임에도 불구하고 공격력 뿐만 아니라 수비적인 면에서도 탁월한 능력을 보여주며, '수비형 윙어'라는 새로운 포지션의 장르를 개척한 다재다능한 면도 보였다. 패싱력 또한 준수한 편이며 팀의 승리를 위해 항상 헌신적으로 기여한다.
2009-10 시즌의 중반이 지날 무렵에는 소속팀의 측면 자원이 포화 상태에 이르자 그 시기부터는 중앙 미드필더로도 활약하여 좋은 모습을 보였다. 당시 AC 밀란과의 UEFA 챔피언스리그 16강 1, 2차전에서 중원에 배치되어 상대 공격의 핵인 안드레아 피를로를 철저히 봉쇄했으며 그의 진가를 입증하였다. 특히 리오 퍼디난드, 라이언 긱스, 파트리스 에브라, 알렉스 퍼거슨 감독은 이 경기를 그의 커리어 중 최고의 경기로 뽑기도 했다. 그리고 리그에서는 리버풀 FC과의 홈경기에서 다시 중앙 미드필더로 출장하여 결승골을 넣는 등 뛰어난 전술적 이해력도 보였다. 그 후 측면과 중앙을 번갈아 가며 기용되었다가, 퀸즈 파크 레인저스 FC로 이적한 후에는 그의 전매특허인 뛰어난 활동량과 수비력을 바탕으로, 대부분의 경기에서 주로 중앙 미드필더로 출전했다.

## 기록

### 클럽 기록
최신 업데이트 : 2013년 5월 12일 (GMT+9)
| 클럽                  | 시즌               | 리그 | 리그 | 컵   | 컵 | 리그 컵 | 리그 컵 | UEFA 경기 | UEFA 경기 | 기타 | 기타 | 합계 | 합계 |
| 클럽                  | 시즌               | 경기 | 골   | 경기 | 골 | 경기    | 골      | 경기      | 골        | 경기 | 골   | 경기 | 골   |
| --------------------- | ------------------ | ---- | ---- | ---- | -- | ------- | ------- | --------- | --------- | ---- | ---- | ---- | ---- |
| 교토 상가             | J리그 2000         | 13   | 1    | 1    | 0  | 2       | 0       | –         | –         |      |      | 16   | 1    |
| 교토 상가             | J리그 2001         | 38   | 3    | 1    | 0  | 1       | 0       | –         | –         |      |      | 40   | 3    |
| 교토 상가             | J리그 2002         | 25   | 7    | 4    | 1  | 0       | 0       | –         | –         |      |      | 29   | 8    |
| 교토 상가             | 합계               | 76   | 11   | 6    | 1  | 3       | 0       | –         | –         |      |      | 85   | 12   |
| PSV 에인트호번        | 에레디비시 2002-03 | 9    | 0    | 0    | 0  | –       | –       | 0         | 0         | 0    | 0    | 9    | 0    |
| PSV 에인트호번        | 에레디비시 2003-04 | 28   | 6    | 1    | 0  | –       | –       | 10        | 0         | 1    | 0    | 40   | 6    |
| PSV 에인트호번        | 에레디비시 2004-05 | 28   | 7    | 3    | 2  | –       | –       | 13        | 2         | 0    | 0    | 44   | 11   |
| PSV 에인트호번        | 합계               | 65   | 13   | 4    | 2  | –       | –       | 23        | 2         | 1    | 0    | 93   | 17   |
| 맨체스터 유나이티드   | 2005-2006          | 34   | 1    | 2    | 0  | 3       | 1       | 6         | 0         | 0    | 0    | 45   | 2    |
| 맨체스터 유나이티드   | 2006-2007          | 14   | 5    | 5    | 0  | 0       | 0       | 1         | 0         | 0    | 0    | 20   | 5    |
| 맨체스터 유나이티드   | 2007-2008          | 12   | 1    | 2    | 0  | 0       | 0       | 4         | 0         | 0    | 0    | 18   | 1    |
| 맨체스터 유나이티드   | 2008-2009          | 25   | 2    | 3    | 1  | 1       | 0       | 9         | 1         | 2    | 0    | 40   | 4    |
| 맨체스터 유나이티드   | 2009-2010          | 17   | 3    | 0    | 0  | 2       | 0       | 6         | 1         | 1    | 0    | 26   | 4    |
| 맨체스터 유나이티드   | 2010-2011          | 15   | 5    | 1    | 0  | 2       | 2       | 9         | 1         | 1    | 0    | 28   | 8    |
| 맨체스터 유나이티드   | 2011-2012          | 17   | 2    | 1    | 1  | 3       | 0       | 7         | 0         | 0    | 0    | 28   | 3    |
| 맨체스터 유나이티드   | 합계               | 134  | 19   | 14   | 2  | 11      | 3       | 42        | 3         | 4    | 0    | 205  | 27   |
| 퀸스 파크 레인저스    | 2012-2013          | 20   | 0    | 3    | 0  | 2       | 0       | -         | -         | 0    | 0    | 25   | 0    |
| 퀸스 파크 레인저스    | 합계               | 20   | 0    | 3    | 0  | 2       | 0       | -         | -         | 0    | 0    | 25   | 0    |
| PSV 에인트호번 (임대) | 에레디비시 2013–14 | 23   | 2    | 0    | 0  | –       | –       | 4         | 0         | –    | –    | 27   | 2    |
| PSV 에인트호번 (임대) | 합계               | 23   | 2    | 0    | 0  | -       | -       | 4         | 0         | -    | -    | 27   | 2    |
| 경력 합계             | 경력 합계          | 318  | 45   | 27   | 5  | 16      | 3       | 68        | 5         | 5    | 0    | 435  | 58   |

#### 맨체스터 유나이티드 득점 기록
| #  | 일시       | 장소                | 상대 팀                | 매치 형식    |
| -- | ---------- | ------------------- | ---------------------- | ------------ |
| 1  | 2005-12-21 | 세인트 앤드루스     | 버밍엄 시티 FC         | 칼링컵       |
| 2  | 2006-04-09 | 올드 트래퍼드       | 아스널 FC              | 프리미어리그 |
| 3  | 2007-01-13 | 올드 트래퍼드       | 애스턴 빌라 FC         | 프리미어리그 |
| 4  | 2007-02-10 | 올드 트래퍼드       | 찰튼 애슬레틱          | 프리미어리그 |
| 5  | 2007-03-17 | 올드 트래퍼드       | 볼턴 원더러스 FC       | 프리미어리그 |
| 6  | 2007-03-17 | 올드 트래퍼드       | 볼턴 원더러스 FC       | 프리미어리그 |
| 7  | 2007-03-31 | 올드 트래퍼드       | 블랙번 로버스 FC       | 프리미어리그 |
| 8  | 2008-03-02 | 크레이븐 코티지     | 풀럼 FC                | 프리미어리그 |
| 9  | 2008-09-21 | 스탬퍼드 브리지     | 첼시 FC                | 프리미어리그 |
| 10 | 2009-03-08 | 크레이븐 코티지     | 풀럼 FC                | FA컵         |
| 11 | 2009-05-02 | 리버사이드 스타디움 | 미들즈브러             | 프리미어리그 |
| 12 | 2009-05-06 | 에미레이트 스타디움 | 아스널 FC              | 챔피언스리그 |
| 13 | 2010-02-01 | 에미레이트 스타디움 | 아스널 FC              | 프리미어리그 |
| 14 | 2010-03-11 | 올드 트래퍼드       | AC 밀란                | 챔피언스리그 |
| 15 | 2010-03-21 | 올드 트래퍼드       | 리버풀 FC              | 프리미어리그 |
| 16 | 2010-05-10 | 올드 트래퍼드       | 스토크 시티 FC         | 프리미어리그 |
| 17 | 2010-09-23 | 글랜퍼드 파크       | 스컨소프 유나이티드 FC | 칼링컵       |
| 18 | 2010-10-27 | 올드 트래퍼드       | 울버햄프턴 원더러스 FC | 칼링컵       |
| 19 | 2010-11-07 | 올드 트래퍼드       | 울버햄프턴 원더러스 FC | 프리미어리그 |
| 20 | 2010-11-07 | 올드 트래퍼드       | 울버햄프턴 원더러스 FC | 프리미어리그 |
| 21 | 2010-11-28 | 올드 트래퍼드       | 블랙번 로버스 FC       | 프리미어리그 |
| 22 | 2010-12-14 | 올드 트래퍼드       | 아스널 FC              | 프리미어리그 |
| 23 | 2011-04-13 | 올드 트래퍼드       | 첼시 FC                | 챔피언스리그 |
| 24 | 2011-05-23 | 올드 트래퍼드       | 블랙풀 FC              | 프리미어리그 |
| 25 | 2011-08-29 | 올드 트래퍼드       | 아스널 FC              | 프리미어리그 |
| 26 | 2011-12-27 | 올드 트래퍼드       | 위건 애슬레틱 FC       | 프리미어리그 |
| 27 | 2012-01-28 | 안필드              | 리버풀 FC              | FA컵         |

### 국가대표팀 득점 기록
스코어와 결과 리스트는 대한민국 국가대표팀의 득점을 먼저 기록하였다. (예: 스코어 1-0일 때 1이 대한민국)
| #  | 일시       | 장소                             | 상대 국가         | 스코어 | 결과 | 매치 형식                                |
| -- | ---------- | -------------------------------- | ----------------- | ------ | ---- | ---------------------------------------- |
| 1  | 2000-06-07 | 이란 테헤란                      | 마케도니아 공화국 | 2-0    | 2-1  | 친선 경기                                |
| 2  | 2002-05-21 | 대한민국 서귀포                  | 잉글랜드          | 1-1    | 1-1  | 친선 경기                                |
| 3  | 2002-05-26 | 대한민국 수원                    | 프랑스            | 1-1    | 2-3  | 친선 경기                                |
| 4  | 2002-06-14 | 대한민국 인천                    | 포르투갈          | 1-0    | 1-0  | 2002년 FIFA 월드컵                       |
| 5  | 2005-06-06 | 쿠웨이트 쿠웨이트시티            | 쿠웨이트          | 4-0    | 4-0  | 2006년 FIFA 월드컵 아시아 지역 최종 예선 |
| 6  | 2006-06-18 | 독일 라이프치히                  | 프랑스            | 1-1    | 1-1  | 2006년 FIFA 월드컵                       |
| 7  | 2008-02-06 | 대한민국 서울                    | 투르크메니스탄    | 3-0    | 4-0  | 2010년 FIFA 월드컵 아시아 지역 3차 예선  |
| 8  | 2008-05-31 | 대한민국 서울                    | 요르단            | 1-0    | 2-2  | 2010년 FIFA 월드컵 아시아 지역 3차 예선  |
| 9  | 2008-10-15 | 대한민국 서울                    | 아랍에미리트      | 2-0    | 4-1  | 2010년 FIFA 월드컵 아시아 지역 최종 예선 |
| 10 | 2009-02-11 | 이란 테헤란                      | 이란              | 1-1    | 1-1  | 2010년 FIFA 월드컵 아시아 지역 최종 예선 |
| 11 | 2009-06-17 | 대한민국 서울                    | 이란              | 1-1    | 1-1  | 2010년 FIFA 월드컵 아시아 지역 최종 예선 |
| 12 | 2010-05-24 | 일본 사이타마                    | 일본              | 1-0    | 2-0  | 친선 경기                                |
| 13 | 2010-06-12 | 남아프리카 공화국 포트엘리자베스 | 그리스            | 2-0    | 2-0  | 2010년 FIFA 월드컵                       |

### 대회 기록
교토 퍼플 상가 (2000~2003)
- J리그 디비전 2 우승 :  2001
- 천황배 우승 : 2002

 PSV (2003~2005),(2013~2014)
- 에레디비시 우승 : 2002-03, 2004-05, 준우승 : 2003-04
- KNVB컵 우승 :  2004-05
- 요한 크루이프 실드 우승 : 2003, 준우승 : 2005

 맨체스터 유나이티드 (2005~2012)
- 프리미어리그 우승 : 2006-07, 2007-08, 2008-09, 2010-11
- EFL컵 우승 :  2005-06, 2008-09, 2009-10
- FA 커뮤니티 실드 우승 : 2010, 2011
- FIFA 클럽 월드컵 우승 : 2008
- UEFA 챔피언스리그 우승 :  2007-08

대한민국 축구 국가대표팀 (2000~2011)
- FIFA 월드컵 4위 : 2002
- AFC 아시안컵 3위 : 2000, 2011
- 아시안 게임 축구 동메달 : 2002

### 개인 기록
- 1992년 제5회 차범근 축구상 장려상
- 2002년 체육훈장 맹호장
- 2002년 자황컵 체육대상 남자 최우수상
- 2002년 일본 오사카경제법률대학교 표창장
- 2003년 피스컵 MVP
- 2005년 에스콰이어 선정 "한국을 빛낸 10명의 남성"
- 2005년 타임지 선정 "아시아의 영웅 20인"
- 2005년 환경 재단 선정 "세상을 밝게 한 100인"
- 2007년 세계 경제 포럼 선정 차세대 지도자
- 2007년 FIFA 선정 아시아 최고의 선수상
- 2008년 슈퍼매거진 슈퍼어워즈 아시아 선수상
- Korean Footballer of the Year: 2010[52]
- Korean Goal of the Year: 2002, 2010[53][54]
- AFC Asian Cup Quality Player: 2011[55]
- UEFA Club Forward of the Year nominee: 2004–05[56]
- Ballon d'Or nominee: 2005[57]
- Manchester United Player of the Month: March 2009, November 2010, December 2010[58][59][60]
- Best Eleven South Korea All-time Best XI: 2010[61]
- MLS All-Star Game Most Valuable Player: 2011[62]
- K League All-Star Game Most Valuable Player: 2014[63]

- 발롱도르 25위
- UEFA 올해의 공격수 5인

(선정선수: 박지성,호나우지뉴,에투 등)
- 올해의팀 LM부문 3위
- 에레디비시 리그 베스트11
- 2002년 FIFA 월드컵 맨 오브 더 매치 : vs. 포르투갈 (조별리그)
- 2006년 FIFA 월드컵 맨 오브 더 매치 : vs. 프랑스 (조별리그)
- 2010년 FIFA 월드컵 맨 오브 더 매치 : vs. 그리스, vs. 나이지리아 (이상 조별리그)
- 2011년 AFC 아시안컵 맨 오브 더 매치 : vs. 호주 (조별리그)

## 주요 미디어 출연 및 저서 발간
방송
- KBS2 《여유만만 - 피와 땀으로 얼룩진 눈물 겨운 가족 사랑》 (2009.07.30)
- MBC 《MBC 스페셜 - 당신은 박지성을 아는가》 (2009.04.19)
- SBS 《일요일이 좋다 - 런닝맨》(2012.05.20~06.03), (2013.06.30~07.07), (2014.06.8~06.15), (2016.01.24~01.31)
- SBS 《SBS 스페셜 - 박지성, 오 캡틴 마이 캡틴》 (2014.07.27)
- MBC 《쓰리박》 (2021)

광고
- 교보생명 (거스 히딩크 감독과 공동출연) (2003년)
- 롯데칠성 게토레이 (2005년)
- 우리금융그룹 (2005년)
- LG전자 엑스켄버스 (2006년)
- SK텔레콤 2006 대한민국 응원가/기업PR/우리는 대한민국입니다 (2006년)
- SK건설 기업PR (2006년)
- 나이키 (2006년)
- 하이트진로 (2006년)
- 한국P&G 질레트 퓨전 (2009년)
- 농심 신라면 (2009년)
- 동아제약 박카스 (정대세와 공동출연) (2009년)
- 코오롱패션머티리얼 브랜우드 (2010년)
- GS칼텍스 아임 유어 에너지 (2010년)
- 삼성전자 파브 (2010년)
- SK텔레콤 생각대로T (2010년)
- E1 (2010년)
- 한국마사회 (2010년)
- 금호타이어 (2010년)
- 한국P&G 질레트 퓨전 프로글라이드 (2011년)
- 경기도청 (2011년)
- 지식경제부 (2012년)
- FIFA 온라인 3 (2012년)[64]
- NH한삼인 (2012년)
- LG유플러스 U+ LTE8 (2014년)
- 국토교통부 주택도시기금 (2015년)
- 동국제약 인사돌플러스 (2023년~2024년)

자서전
| 책 이름                                          | 출시일          | 페이지                                                    | 판형 | 출판사                       | 국제 표준 도서 번호    | 비고                                  |
| ------------------------------------------------ | --------------- | --------------------------------------------------------- | ---- | ---------------------------- | ---------------------- | ------------------------------------- |
| 박지성 마이 스토리                               | 2015년 2월 5일  | 440쪽                                                     | A5   | 한스미디어                   | ISBN 978-89-5975-795-4 |                                       |
| 나를 버리다 - 더큰 나를 위해                     | 2010년 5월 6일  | 268쪽                                                     | A5   | 중앙북스 (중앙일보 출판법인) | ISBN 978-89-278-0030-9 |                                       |
| 멈추지 않는 도전                                 | 2006년 3월 8일  | 250쪽                                                     | A5   | 랜덤하우스코리아             | ISBN 89-5986-529-X     |                                       |
| 꿈을 향해 뛰어라 (멈추지 않는 도전)의 어린이 판) | 2008년 1월 16일 | 1권 188쪽 / 2권 181쪽 / 3권 192쪽 / 4권 250쪽 / 5권 200쪽 | A5   | 랜덤하우스코리아             | ISBN 978-89-451-2516-3 | 어린이/아동 그림은 만화가 전세훈 화백 |

관련 서적
- 《박지성 휘젓고 박주영 쏜다》, 김화성 지음, 동아일보사, 2006.3.
- 《도전! 슈퍼코리언 박지성》, SBS 프로덕션 편집부 지음, 주니어중앙, 2008.2.
- 《프리미어리그와 사랑에 빠지다》, 최보윤 지음, 소담출판사, 2008.1.
- 《퍼감독 루니좀 말려줘 (세계 최강 맨유군단 시끌벅적 한국원정기)》, 김석현 지음, 일간스포츠, 2009.9.
- 《가슴으로 꾼 꿈이 행복한 미래를 만든다》, 박성종 (박지성 선수 아버지) 지음, 서울문화사, 2010.6.
- 《박지성 신수지의 123 스트레칭》, 자생한방병원, 권대익 지음, 전나무숲, 2010.6.
- 《박지성처럼 꿈꿔라》, 전채연 지음, 주니어김영사, 2012.1

## 대외 활동
- 청소년위원회 홍보대사 (2005년 11월)
- 아시아나항공 명예 홍보대사 (2007년 5월)
- 나이키 휴먼레이스 홍보대사 (2008년 5월)
- 경기 국제보트쇼 및 코리아 매치컵 세계요트대회 홍보대사 (2008년 6월)
- 2022년 FIFA 월드컵 유치위원회 홍보대사 (2009년 12월)
- 박지성 축구센터 건립 (2010년 7월 24일)
- G20 서울 정상회의 홍보대사 (2010년 7월 28일)
- 박지성 재단(JS 파운데이션) 설립 (2011년 2월 7일)
- 맨체스터 유나이티드 앰버서더 (2014년 10월 5일)
- 아시아 축구 연맹 사회공헌위원회 사회분석위원 (2015년 2월 1일~2019년 10월)
- 국제축구평의회 자문위원 (2017~ 현재)
- 대한축구협회 유스전략본부장 (2017년 11월~2018년 12월)
- 2018년 FIFA 월드컵 SBS 축구해설위원 (2018년 5~7월)
- 전북 현대 모터스 어드바이저 (2021년 1월~2022년 9월)
- 전북 현대 테크니컬 디렉터 (2022년 9월~ 현재)

## 평가
| “ | 내 동료 선수들 중 가장 저평가된 선수는 박지성이다. 그는 환상적인 선수다. 활동량과 체력에 모두 능한 선수였다. | ” |
|   | — 웨인 루니 유튜브 축구매체 풋볼 리퍼블릭과의 인터뷰 中                                                      |   |

| “ | 나는 맨유전에서 박지성과 맞대결을 펼쳤다. 박지성은 경기 내내 멈추지 않는 선수였다. 그에게서 벗어났다 싶으면 그는 어느새 나에게 따라붙었다. 그는 최고 수준의 선수였다. | ” |
|   | — 카일 노턴 2011년 10월에 맨유와의 경기 후 <데일리메일>과 진행했던 인터뷰 中                                                                                          |   |

## 그 외

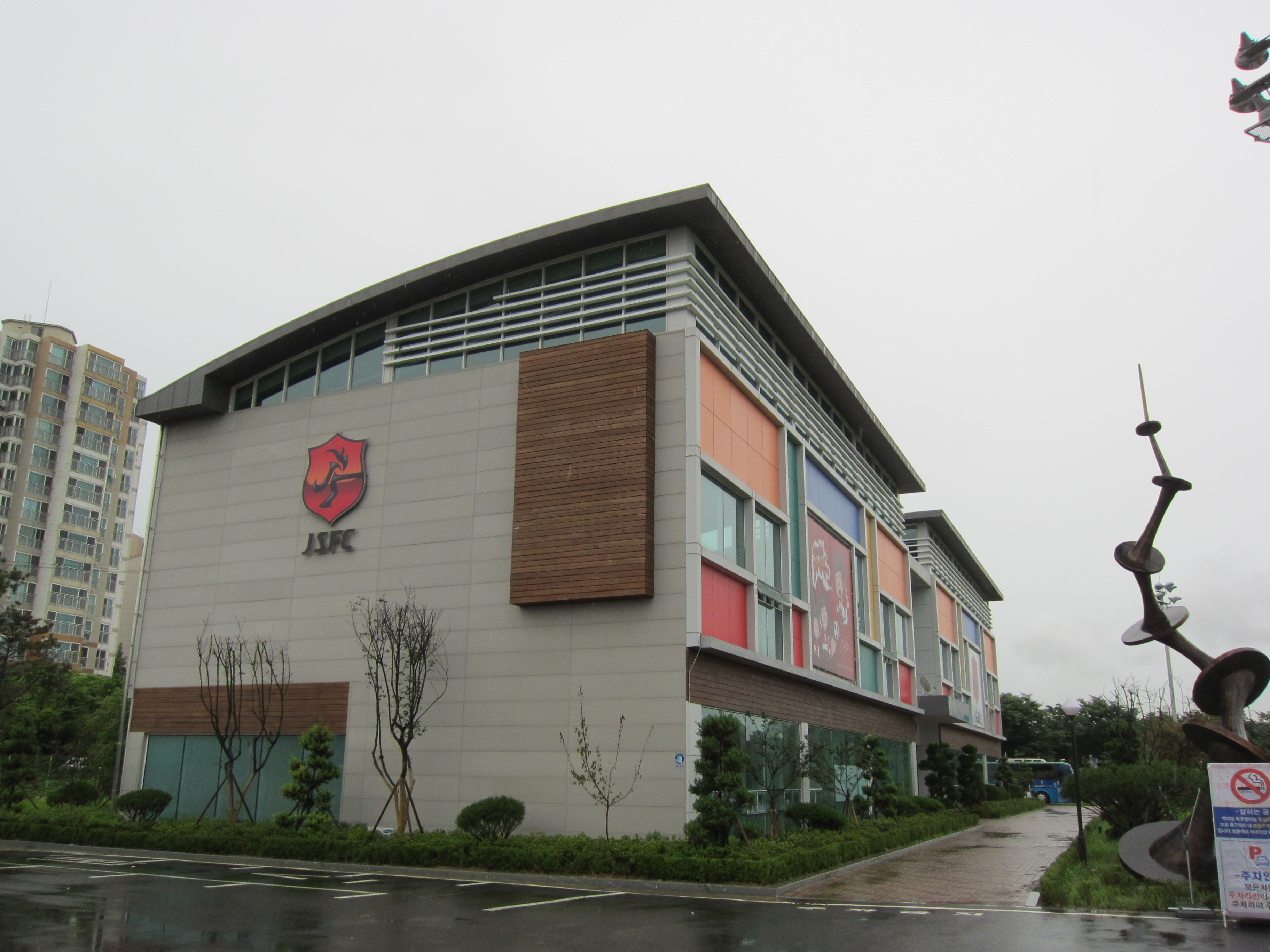
경기도 수원시에 위치한 박지성 축구센터

- 2002년 아시안 게임 당시엔 '축구팬들이 가장 기대하는 선수'에 선정되기도 하였다.[65]
- 2005년 맨체스터 유나이티드 FC에 입단하여 활약하자, '2005년 포털사이트 최다 검색어 1위'에 선정되기도 하였다.[66]
- 2008년 창설된 지 2년이 된 K3리그가 개막하자, 축하 메시지를 보내기도 하였다.[67]
- 종교는 불교이다.[68]
- 아시아 선수로는 처음으로 월드컵 3회 연속골을 기록했다.[69] 역대 월드컵 최다 연속골은 '축구황제' 펠레이다. 펠레는 1958년 스웨덴 월드컵부터 은퇴 전 마지막 월드컵이었던 1970년 멕시코 월드컵까지 4개 대회 연속골을 기록했다.[70]
- 흙수저 출신이다. 손흥민과 비슷하게 흙수저 출신인데 단 장인은 법조인으로 부유한 엘리트이다.
- 박지성 역시 징병제가 모든 분야에 대해 방해요소라는 것을 절실히 깨닫고 있으며 이 때문에 "한국 축구가 월드컵에서 꾸준히 성적을 올리고 강팀들과 거리를 좁히려면 병역혜택은 당연히 필요하다."라고 말했다.[71]
- 2012년 5월 20일부터 2012년 6월 3일 3주간 런닝맨에 출연하였다.
- 2012년 9월 15일 박지성은 퀸즈 파크 레인저스와 첼시의 홈경기에서 자신의 예전 팀 동료 리오 퍼디낸드와 인종차별 논란으로 시끄러운 존 테리와의 악수를 거부하였다.
- 2013년 6월 30일부터 2013년 7월 9일까지 10일간 런닝맨에 출연하였다. 그 후에도, 2014년 6월 8일에서 2014년 6월 15일까지와 2016년 1월 24일에서 2016년 1월 31일까지 출연하였다.
- 2014년 수원 삼성 블루윙즈와 PSV 에인트호벤과의 친선 경기에서 수원이 박지성을 명예 선수로 등록하면서 등번호 7번이 새겨진 유니폼을 줬다.
- 2014년 5월 14일 박지성은 기자회견을 통해 은퇴를 선언하였고, 은퇴 선언 후 5월 15일 맨체스터 유나이티드는 공식 홈페이지를 통해 '박지성 하이라이트'란 제목의 박지성 헌정 영상을 공개했다.[72]
- 2014년 7월 27일 오후 5시 30분 서울특별시 광진구 광장동 쉐라톤 그랜드 워커힐 호텔에서 김민지 전 SBS 아나운서와 결혼하였다.
- 2014년 10월 2일 박지성은 맨체스터 유나이티드의 8번째 앰버서더에 선정되었다. 이는 비유럽권 출신 선수 중 최초, 영국인을 제외한 선수 중 2번째다. 보비 찰튼, 알렉스 퍼거슨, 앤디 콜, 데니스 로, 게리 네빌, 브라이언 롭슨, 피터 슈마이켈에 이은 8번째에 해당한다.
- 2014년 10월 6일 2014-2015 프리미어리그 7라운드 맨체스터 유나이티드 vs 에버턴 경기 전 박지성 선수는 올드 트래퍼드에서 퍼거슨 감독과 함께 앰버서더 임명 행사식을 가졌다.
- 2015년 6월 14일 맨체스터 유나이티드 vs 바이에른 뮌헨 레전드 매치 45분간 출전하여 1도움 기록하였다.
- 경기도 화성시와 수원시 사이엔 박지성의 이름을 딴 도로인 동탄지성로가 있다. 또한 수원시에는 박지성삼거리가 있다. 이 도로는 2005년 개통 당시에 박지성길이라는 이름으로 명명되었으나, 2008년 4월에 대한민국 정부가 "2개 이상의 시군구에 걸쳐 있는 도로는 각종 공적장부에서 통일된 도로명주소를 사용해야 한다. 생존 인물의 이름은 도로명주소로 사용할 수 없다."는 지침을 발표했다. 이에 따라 2009년에 동탄지성로로 이름을 바꿨다.
- 박지성은 모국어인 한국어는 물론, 영어와 일본어를 유창하게 구사하나 네덜란드어는 너무 어려워서 잘 구사하지 못한다고 한다. 거스 히딩크와의 대화는 주로 영어로 이루어졌다고 한다.
- 2018년 FIFA 월드컵을 중계방송했는데 독일 축구 국가대표팀과 멕시코 축구 국가대표팀간의 경기를 중계하면서 독일의 경기력에 대해 "이번 월드컵에서 독일이 우승할 생각이 있는진 저도 잘 모르겠습니다. 확실한 것은 독일이 저따위로 경기를 한다면 우리도 독일 상대로 비벼볼만 합니다."라고 평가했다.[73] 물론 같이 중계를 하던 배성재 아나운서는 '이 사람 대체 뭔 소리를 하는 거지?'라며 의아해 했으나 정작 진짜로 독일이 대한민국과 맞붙자 독일은 대한민국보다 훨씬 못한 실력으로 대한민국에게 질질 끌려다니면서 결국 손흥민에게 빈집털이까지 당한 끝에 0-2로 패하는 수모를 당하며 박지성의 이 발언이 완벽하게 적중했다.

## 같이 보기
- 박지성 축구센터
- 아시안 드림컵
- 나이키
- 대한민국의 축구 선수 목록

## 참고 자료
- (일본어) 박지성 - 한국 대표 박지성의 궤적(교토 신문)